# Somnambulle
Somnambulle est un magazine d'informations sur la bande dessinée québécoise et de création de BD publié à Québec au Canada au milieu des années 1980.
Il est sous-titré Vos rêves deviennent bandes dessinées....

## Description du contenu
Le contenu de Somnambulle est composé principalement d'entrevues et de reportages en lien direct avec la bande dessinée, au Québec et ailleurs et de quelques bandes dessinées inédites en noir et blanc.
Le périodique publie aussi des critiques, des chroniques, et des comptes rendus d'expositions sur la BD, ainsi que de la publicité en lien avec la BD.
Les collaborateurs sont tous d'origine canadienne et sont francophones venant majoritairement de la région de la ville de Québec.

## Historique
Le magazine Somnambulle, édité par les Éditions à Mains Nues, est publié une seule fois (mais annoncé trimestriel) au Québec en mai 1985.
Il porte le sous-titre Vos rêves deviennent bandes dessinées....
Le projet Somnambulle est lancé en mars 1985 par Martin Cassista et une petite équipe de ses étudiants en BD, enthousiastes et volontaires. Le premier et seul numéro a été lancé lors de l'exposition Et vlan ! On s'expose... 15 ans de bande dessinée dans la région de Québec en mai de la même année, exposition à laquelle la plupart de ses collaborateurs participent.
De petit format, il est imprimé en « offset » et distribué principalement dans la ville de Québec. Des exemplaires sont vendus à Montréal, lors d'événements spéciaux comme les Salons de la BD.
Voyant le peu de succès public obtenu par le magazine, l'éditeur décide d'en arrêter la publication et de le fusionner avec son autre magazine Enfin Bref.
Somnambulle fusionne donc avec Enfin Bref au numéro 3 de celui-ci, (fondé et lancé en même temps par une équipe d'étudiants de l'Université Laval au printemps 1985 et publié chez le même éditeur) qui est plutôt consacré à la publication de bandes dessinées inédites en noir et blanc d'auteurs de la région de Québec.
Plusieurs des créateurs de Somnambulle participeront à l'aventure du lancement du magazine Safarir deux ans plus tard.

## Fiche technique
- Éditeur : Éditions à Mains Nues (Québec) ;
- Format : 17,5 x 21,5 cm ;
- Nombre de pages : 32 ;
- Type de papier : couverture en carton souple couché, intérieur mat ;
- Impression : couverture en noir et blanc ;
- Périodicité : annoncé mensuel ;
- Numéro 1 : mai 1985 (dernier numéro).

## Collaborateurs
Quelques-uns de ces artistes travaillent sous un pseudonyme.

### Auteurs de bande dessinée
Les auteurs de bande dessinée québécois sont généralement à la fois dessinateur et scénariste.
- Yves Amyot ;
- Martin Cassista ;
- André-Philippe Côté[1] (sous le nom André Côté) ;
- Richard Coulombe[1] ;
- David Desaulniers
- Pierre Drysdale ;
- Mira Falardeau ;
- Marc Forest ;
- Serge Gaboury ;
- Guylaine Gonthier ;
- Benoît Joly ;
- Mario Malouin ;
- Marc Pageau[1] ;
- Pierre Skilling.

### Chroniqueurs
- Yves Amyot ;
- Martin Cassista ;
- Guylaine Gonthier ;
- Pierre Skilling.

### Illustrateurs
- François Faucher ;
- Mario Giguère ;
- Denis Goulet ;
- Pierre D. Lacroix ;
- Marc Pageau.